# Беньковская, Данута
Дану́та Беньковская (пол. Danuta Bieńkowska (31 января 1920, Вильнюс — 20 августа 1992, Варшава) — польская писательница, автор произведений для детей и юношества, эссеистка, переводчик румынской литературы.

## Биография
Окончила медицинский факультет Бухарестского университета. Доктор наук.
В 1946—1953 жила и работала во Вроцлаве.С 1954 — в Варшаве.
Дебютировала в 1946 с произведением «Криштоф». 
В 1975 награждена премией харцеров — Harcerska Nagroda Literacka. В 1978 получила премию Премьер-министра Польши за творчество для молодежи.

## Произведения
- Szlakiem orlich gniazd (1955)
- Lekarz starej Warszawy (1964)
- Żywot szczęśliwy Sebastiana Klonowica (1965)
- Rada nie od parady (1965)
- Kawaler różanego krzyża (1966)
- Wielka gra (1966)
- Skowronek (1967)
- Potajemna wyprawa (1968)
- Obrona wybrzeża 1629—1629 (1968)
- Piękna nieznajoma (1971)
- Siostra z wyboru (1971)
- Chłopiec z gitarą (1971)
- Najdłuższa noc (1972)
- Ślubne kobierce (1974)
- Chwila prawdy (1975)
- Trwaj chwilo! (1976)
- Daniel w paszczy lwa (1978)
- Czy to jest kochanie? (1979)
- Upragniony telefon (1980)
- Wesprzyj mnie (1980)
- Daniel na Saharze (1984, в 1986 внесена в Почётный список Международного совета по детской и юношеской литературе (IBBY))
- Lotem bliżej (1989)